# Louis-Eugène Hubert
Louis-Eugène Hubert, francoski general, * 1880, † 1966.